# 齋藤秀雄
齋藤秀雄（さいとう ひでお，1902年5月23日—1974年9月18日）是一位日本音樂家，出生在東京都。

## 生平
齋藤秀雄出生於東京築地明石町，父親齋藤秀三郎是知名英语學者，1906年之後在麹町五番町（千代田區一番町）度過童年。12歲時開始對音樂產生興趣，第一次演奏樂器是曼陀林。
齋藤秀雄從16歲開始學習大提琴。在此之後，齋藤秀雄就讀曉星中學及上智大學。22歲時與作曲家近衛秀麿在德國學習音樂，就讀萊比錫音樂學院。
1927年，他加入新交響樂團（NHK交響樂團的前身），成為首席大提琴。1928年，齋藤秀雄成為樂團指揮。1929年，齋藤秀雄舉行首次獨奏會。1930年，齋藤秀雄在柏林音樂學院留學。
1936年，約瑟夫·羅森斯托克（Józef Rosenstock）抵達日本，對齋藤秀雄影響很大。1939年，齋藤秀雄舉行首次海外音樂演奏。1943年戰爭期間，齋藤秀雄擔任多個樂團首席指揮，如松竹交響樂團東、京交響樂團。
1948年，齋藤秀雄與井口基成、伊藤武雄、吉田秀和開設“孩子們的音樂教室”。之後桐朋學園開設一系列音樂科系。1952年，齋藤秀雄擔任桐朋女子高中音樂部主任，1961年至1972年，齋藤秀雄擔任桐朋學園大學教授。1955年，他成為桐朋學園短期大學校長。 1964年，他組建桐朋中學弦樂團。 
1967年，齋藤秀雄成為日本指揮協會主席。在此之後，他擔任新日本愛樂樂團顧問。1973年，齋藤秀雄獲得文化功勞者。1974年9月18日，齋藤秀雄在東京都中央區聖路加國際醫院去世。
齋藤秀雄去世後，成立齋藤紀念管弦樂團、齋藤紀念音樂節。齊藤秀子於2000年去世，根據其遺囑2002年索尼音樂基金會成立齋藤秀雄紀念基金獎。

## 家族
齋藤秀雄首任妻子為德國人。第二任妻子秀子是男爵小畑美稻（裁判官）兒子大太郎（第十五銀行勤務）的次女。秀子的姊姊春子是大山巌孫子伯爵渡邉昭之妻。
齋藤秀雄的妹妹敦子與涉澤栄一孫子涉澤信雄（貿易商）結婚。
齋藤秀雄的外祖母前島久是小澤征爾外曾祖父大津義一郎之妹。